# ウィル・ヒューズ
ウィリアム・"ウィル"・ヒューズ（William "Will" Hughes, 1995年4月17日 - ）は、イングランド・ウェイブリッジ出身のプロサッカー選手。クリスタル・パレスFC所属。ポジションはミッドフィールダー。

## 経歴

### 幼少期
サリー州ウェイブリッジに生まれ、2歳の頃にダービーに移住。奨学金を受け取りレプトン・スクールで学び、後にダービー・カウンティの下部組織に入団した。

### クラブ

#### ダービー・カウンティ
2011年にトップチームに昇格し、11月5日、第16節のピーターバラ・ユナイテッド戦でトップチーム初出場。
2012年9月1日、リーグ第4節のワトフォード戦でチャンピオンシップ初ゴールを記録。10月には、2015年夏までクラブとの契約を延長することで合意した。この頃には、アーセナル、マンチェスター・シティ、リヴァプールといったビッグクラブから関心を寄せられていると報じられており、11月のフットボールリーグ月間最優秀若手選手にも選出された。2013年4月にはクラブとの契約を1年延長し、2012-13シーズンのクラブの最優秀若手選手に選出された。
2013-14シーズンも主力としてプレイし、クラブと新たな4年契約を交わした。2015年8月8日、シーズン開幕節のボルトン・ワンダラーズ戦で右膝の前十字靭帯を損傷し、およそ6か月の長期離脱を余儀なくされた。

#### ワトフォード
2017年6月23日、5年契約でワトフォードに移籍。10月28日、リーグ第10節のストーク・シティ戦でプレミアリーグ初出場。11月19日、第12節のウェストハム・ユナイテッド戦でプレミアリーグ初ゴールと初アシストを記録し、勝利に貢献した。
2018-19シーズンには、FAカップ決勝でマンチェスター・シティと相対したが、0-6で大敗した。2019-20シーズンはリーグを19位で終え、チャンピオンシップに降格したが、ヒューズはワトフォードに残留し、1シーズンでの再昇格に貢献した。

#### クリスタル・パレス
2021年8月28日、3年契約でクリスタル・パレスに移籍。2022年3月20日、FAカップ準々決勝のエヴァートン戦で移籍後初ゴール。
2025年4月15日、2027年夏までの契約延長でクラブと合意。5月17日、FAカップ決勝で再びマンチェスター・シティと対戦し、1-0で勝利。クリスタル・パレスにとっても、ヒューズにとってもクラブキャリアにおいて初タイトルとなった。

### 代表
2012年からイングランドの世代別代表に選出され、UEFA U-21欧州選手権では2015年大会と2017年大会に出場した。

## 個人成績
| 国内大会個人成績 | 国内大会個人成績   | 国内大会個人成績 | 国内大会個人成績   | 国内大会個人成績 | 国内大会個人成績 | 国内大会個人成績 | 国内大会個人成績 | 国内大会個人成績 | 国内大会個人成績 | 国内大会個人成績 | 国内大会個人成績 |
| 年度             | クラブ             | 背番号           | リーグ             | リーグ戦         | リーグ戦         | リーグ杯         | リーグ杯         | オープン杯       | オープン杯       | 期間通算         | 期間通算         |
| 年度             | クラブ             | 背番号           | リーグ             | 出場             | 得点             | 出場             | 得点             | 出場             | 得点             | 出場             | 得点             |
| イングランド     | イングランド       | イングランド     | イングランド       | リーグ戦         | リーグ戦         | FLカップ         | FLカップ         | FAカップ         | FAカップ         | 期間通算         | 期間通算         |
| ---------------- | ------------------ | ---------------- | ------------------ | ---------------- | ---------------- | ---------------- | ---------------- | ---------------- | ---------------- | ---------------- | ---------------- |
| 2011-12          | ダービー           | 29               | チャンピオンシップ | 3                | 0                | 0                | 0                | 0                | 0                | 3                | 0                |
| 2012-13          | ダービー           | 19               | チャンピオンシップ | 35               | 2                | 1                | 0                | 2                | 0                | 38               | 2                |
| 2013-14          | ダービー           | 19               | チャンピオンシップ | 41               | 3                | 3                | 1                | 1                | 0                | 45               | 4                |
| 2014-15          | ダービー           | 19               | チャンピオンシップ | 42               | 2                | 5                | 0                | 1                | 1                | 48               | 3                |
| 2015-16          | ダービー           | 19               | チャンピオンシップ | 6                | 0                | 0                | 0                | 0                | 0                | 6                | 0                |
| 2016-17          | ダービー           | 19               | チャンピオンシップ | 38               | 2                | 3                | 0                | 1                | 0                | 42               | 2                |
| 2017-18          | ワトフォード       | 19               | プレミアリーグ     | 15               | 2                | 1                | 0                | 0                | 0                | 16               | 2                |
| 2018-19          | ワトフォード       | 19               | プレミアリーグ     | 32               | 2                | 2                | 0                | 6                | 1                | 40               | 3                |
| 2019-20          | ワトフォード       | 19               | プレミアリーグ     | 30               | 1                | 1                | 0                | 0                | 0                | 31               | 1                |
| 2020-21          | ワトフォード       | 19               | チャンピオンシップ | 30               | 2                | 0                | 0                | 1                | 0                | 31               | 2                |
| 2021-22          | クリスタル・パレス | 12               | プレミアリーグ     | 16               | 0                | 0                | 0                | 4                | 1                | 20               | 1                |
| 2022-23          | クリスタル・パレス | 19               | プレミアリーグ     | 27               | 1                | 2                | 0                | 1                | 0                | 30               | 1                |
| 2023-24          | クリスタル・パレス | 19               | プレミアリーグ     | 30               | 0                | 1                | 0                | 2                | 0                | 33               | 0                |
| 2024-25          | クリスタル・パレス | 19               | プレミアリーグ     | 33               | 0                | 4                | 0                | 4                | 0                | 41               | 0                |
| 通算             | イングランド       | イングランド     | チャンピオンシップ | 195              | 11               | 12               | 1                | 6                | 1                | 213              | 13               |
| 通算             | イングランド       | イングランド     | プレミアリーグ     | 183              | 6                | 11               | 0                | 17               | 2                | 211              | 8                |
| 総通算           | 総通算             | 総通算           | 総通算             | 378              | 17               | 23               | 1                | 23               | 3                | 424              | 21               |

## タイトル

### クラブ
クリスタル・パレス
- FAカップ（2024-25）[21]

### 個人
- フットボールリーグ月間最優秀若手選手（英語版）（2012年11月）[7]
- EFLチャンピオンシップ シーズンベストイレヴン（2013-14）[24]